# Robert Mathis
Robert Nathan Mathis (* 26. února 1981 Atlanta, Georgie) je bývalý hráč amerického fotbalu, který celou svou kariéru nastupoval na pozici Outside linebackera za tým Indianapolis Colts v National Football League. Univerzitní fotbal hrál za Alabama A&M, poté byl vybrán v pátém kole Draftu NFL 2003 týmem Indianapolis Colts.

## Univerzitní fotbal
Po McNair High School v Atlantě přestoupil Mathis na Alabama A&M University, kde se na další čtyři sezóny stal startujícím hráčem v místním týmu Bulldogs. V posledním ročníku zaznamenal rekord NCAA I-AA – 20 sacků. V létě 2010 pak dokončil své studium, když promoval v oboru Sportovní věda se zaměřením na tělesnou výchovu.

## Profesionální kariéra

### Draft NFL
Robert Mathis byl vybrán v pátém kole Draftu NFL 2003 až na 138. místě týmem Indianapolis Colts.

### Indianapolis Colts
Mathis se hned v nováčkovské sezóně uvedl jako specialista na pass rush, zasáhl do všech šestnácti zápasů základní části a připsal si 20 tacklů, 3,5 sacku a 3 forced fumbly. V druhé sezóně své statistiky dále vylepšil, když zaznamenal 36 tacklů, 10,5 sacku a 6 forced fumblů, a to i přesto to, že byl i nadále veden pouze jako specialista a od začátku nastoupil pouze do jediného utkání. Ve třetí sezóně 2005 pak pokořil rekord Colts v počtu utkání za sebou, ve kterých zaznamenal alespoň jeden sack (8) a ročník uzavřel s celkovou bilancí 54 tacklů, 11,5 sacku a 8 forced fumblů, a to ještě tři zápasy vynechal kvůli zranění.
V průběhu sezóny 2005 pak podepsal s Colts prodloužení stávající smlouvy o 5 let za 30 milionů dolarů, což z něj udělalo jednoho z nejlépe placených Defensive endů v lize. Následujíc sezónu Mathis nastoupil do každého utkání jako startující hráč, připsal si 65 tacklů, 9,5 sacku, 6 forced fumblů, a pomohl svému týmu k vítězství nad Chicagem Bears v Super Bowlu XLI a zisku trofeje pro šampióna NFL.
Velkou část sezóny 2007 musel kvůli zranění vynechat, nicméně o rok později zaznamenal 48 tacklů, 11,5 sacku a 5 forced fumblů, a za to byl spolu se svým spoluhráčem Dwightem Freeneyem poprvé v kariéře vybrán do Pro Bowlu. Této pocty se mu pak dostalo v každé následující sezóně.
S příchodem nové hlavního trenéra Chucka Pagana v roce 2012 a přechodu na obranné rozestavení 3-4 se Mathis posunul na místo pravého Outside linebackera.
V pátém týdnu sezóny 2013 proti Seattle Seahawks zaznamenal stý sack kariéry jako třicátý hráč v historii NFL, kterému se něco takového podařilo. Rovněž byl jmenován AFC Defenzivním hráčem měsíce října, potřetí v kariéře. Za celou sezónu dohromady zaznamenal 19,5 sacku, nejvíc ze všech hráčů NFL, za což byl odměněn Cenou Deacona Jonese, jmenován AFC Defenzivním hráčem roku 2013 a poprvé v kariéře vybárn do prvního All-Pro týmu.
16. května 2014 NFL oznámila, že Mathis vynechá úvodní čtyři utkání nové sezóny proto, že porušil pravidla soutěže ohledně užití nepovolených látek a rovněž nebude moci využívat klubová zařízení. Mathis druhý den vydal prohlášení, ve kterém uvedl, že pozitivní nález byl vyvolán užitím neschváleného léku na zvýšení plodnosti. 8. září 2014 bylo oznámeno, že Mathis si při domácím posilování přetrhl Achilovu šlachu, což ho vyřadilo na celou sezónu 2014. 30. září pak Colts s Mathisem podepsali prodloužení jeho stávajícího kontraktu o jeden rok
Během sezóny 2015 se Mathis stal v 16. týdnu AFC Defenzivním hráčem týdne, když si proti Miami Dolphins připsal dva sacky. Shodou okolností získal stejné ocenění, jen v konferenci NFC, jeho bývalý spoluhráč Dwight Freeney.
30. prosince 2016 Mathis oficiálně oznámil, že po utkání s Jacksonville Jaguars ukončí kariéru. V utkání samotném si připsal tři tackly a jeden sack, čímž uzavřel kariéru na hodnotě 123 sacků. Tím se dostal na sedmnácté místo v historii NFL a zároveň překonal bývalého spoluhráče Dwighta Freeneyho (122,5). Za to byl vyhlášen AFC Defenzivním hráčem týdne.

## Statistiky

### Základní část
| 2003 | Indianapolis Colts | 16                   | 0                    | 20                   | 17                   | 3                    | 3.5                  | –                    | 1                    | –                    | –                    | –                    | –                    | –                    | 3                    | 1                    | 0                    | 0                    |                      |                      |
| 2004 | Indianapolis Colts | 16                   | 1                    | 36                   | 32                   | 4                    | 10.5                 | –                    | –                    | –                    | –                    | –                    | –                    | –                    | 6                    | 3                    | 26                   | 0                    |                      |                      |
| 2005 | Indianapolis Colts | 13                   | 0                    | 54                   | 43                   | 11                   | 11.5                 | –                    | 1                    | –                    | –                    | –                    | –                    | –                    | 8                    | 0                    | 0                    | 0                    |                      |                      |
| 2006 | Indianapolis Colts | 16                   | 16                   | 65                   | 50                   | 15                   | 9.5                  | –                    | 3                    | –                    | –                    | –                    | –                    | –                    | 4                    | 2                    | 0                    | 0                    |                      |                      |
| 2007 | Indianapolis Colts | 13                   | 12                   | 32                   | 26                   | 6                    | 7.0                  | –                    | –                    | –                    | –                    | –                    | –                    | –                    | 4                    | 1                    | 0                    | 0                    |                      |                      |
| 2008 | Indianapolis Colts | 15                   | 2                    | 48                   | 36                   | 12                   | 11.5                 | –                    | 3                    | –                    | –                    | –                    | –                    | –                    | 5                    | 3                    | 37                   | 1                    |                      |                      |
| 2009 | Indianapolis Colts | 14                   | 9                    | 37                   | 24                   | 13                   | 9.5                  | –                    | 2                    | –                    | –                    | –                    | –                    | –                    | 5                    | 0                    | 0                    | 0                    |                      |                      |
| 2010 | Indianapolis Colts | 16                   | 16                   | 60                   | 44                   | 16                   | 11.0                 | –                    | 1                    | –                    | –                    | –                    | –                    | –                    | 1                    | 1                    | 1                    | 0                    |                      |                      |
| 2011 | Indianapolis Colts | 16                   | 15                   | 43                   | 29                   | 14                   | 9.5                  | –                    | 1                    | –                    | –                    | –                    | –                    | –                    | 3                    | 3                    | 0                    | 0                    |                      |                      |
| 2012 | Indianapolis Colts | 12                   | 12                   | 33                   | 22                   | 11                   | 8.0                  | –                    | 2                    | 1                    | 1                    | 1.0                  | 1                    | 0                    | 1                    | 0                    | 0                    | 0                    |                      |                      |
| 2013 | Indianapolis Colts | 16                   | 16                   | 59                   | 43                   | 16                   | 19.5                 | 1                    | 1                    | –                    | –                    | –                    | –                    | –                    | 8                    | 0                    | 0                    | 0                    |                      |                      |
| 2014 | Indianapolis Colts | Nehrál kvůli zranění | Nehrál kvůli zranění | Nehrál kvůli zranění | Nehrál kvůli zranění | Nehrál kvůli zranění | Nehrál kvůli zranění | Nehrál kvůli zranění | Nehrál kvůli zranění | Nehrál kvůli zranění | Nehrál kvůli zranění | Nehrál kvůli zranění | Nehrál kvůli zranění | Nehrál kvůli zranění | Nehrál kvůli zranění | Nehrál kvůli zranění | Nehrál kvůli zranění | Nehrál kvůli zranění | Nehrál kvůli zranění | Nehrál kvůli zranění |
| 2015 | Indianapolis Colts | 15                   | 10                   | 20                   | 15                   | 5                    | 7.0                  | –                    | -                    | –                    | –                    | –                    | –                    | –                    | 1                    | 1                    | 0                    | 1                    |                      |                      |
| 2016 | Indianapolis Colts | 14                   | 12                   | 20                   | 15                   | 5                    | 5.0                  | –                    | -                    | –                    | –                    | –                    | –                    | –                    | 3                    | 2                    | 14                   | 1                    |                      |                      |
|      | Celkem             | 191                  | 129                  | 527                  | 397                  | 130                  | 123.0                | 1                    | 15                   | 1                    | 1                    | 1                    | 1                    | 0                    | 52                   | 17                   | 78                   | 3                    |                      |                      |

### Play-off
| 2003 | Indianapolis Colts | 3                    | 0                    | 5                    | 4                    | 1                    | –                    | –                    | 1                    | –                    | –                    | –                    | –                    | –                    | –                    | –                    | –                    | –                    |                      |                      |
| 2004 | Indianapolis Colts | 1                    | 0                    | 4                    | 3                    | 1                    | –                    | –                    | –                    | –                    | –                    | –                    | –                    | –                    | –                    | –                    | –                    | –                    |                      |                      |
| 2005 | Indianapolis Colts | 1                    | 0                    | 2                    | 2                    | 0                    | –                    | –                    | 1                    | –                    | –                    | –                    | –                    | –                    | –                    | –                    | –                    | –                    |                      |                      |
| 2006 | Indianapolis Colts | 4                    | 4                    | 20                   | 14                   | 6                    | 1.5                  | –                    | –                    | –                    | –                    | –                    | –                    | –                    | 3                    | 1                    | 0                    | 0                    |                      |                      |
| 2007 | Indianapolis Colts | 1                    | 0                    | –                    | –                    | –                    | –                    | –                    | –                    | –                    | –                    | –                    | –                    | –                    | –                    | –                    | –                    | –                    |                      |                      |
| 2008 | Indianapolis Colts | 1                    | 0                    | 4                    | 3                    | 1                    | 2.0                  | –                    | –                    | –                    | –                    | –                    | –                    | –                    | –                    | –                    | –                    | –                    |                      |                      |
| 2009 | Indianapolis Colts | 3                    | 3                    | 8                    | 5                    | 3                    | –                    | –                    | –                    | –                    | –                    | –                    | –                    | –                    | –                    | –                    | –                    | –                    |                      |                      |
| 2010 | Indianapolis Colts | 1                    | 1                    | 2                    | 2                    | 0                    | –                    | –                    | –                    | –                    | –                    | –                    | –                    | –                    | –                    | –                    | –                    | –                    |                      |                      |
| 2012 | Indianapolis Colts | 1                    | 1                    | 5                    | 3                    | 2                    | 1.0                  | –                    | –                    | –                    | –                    | –                    | –                    | –                    | –                    | –                    | –                    | –                    |                      |                      |
| 2013 | Indianapolis Colts | 2                    | 2                    | 5                    | 3                    | 2                    | 2.0                  | –                    | –                    | –                    | –                    | –                    | –                    | –                    | 2                    | 0                    | 0                    | 0                    |                      |                      |
| 2014 | Indianapolis Colts | Nehrál kvůli zranění | Nehrál kvůli zranění | Nehrál kvůli zranění | Nehrál kvůli zranění | Nehrál kvůli zranění | Nehrál kvůli zranění | Nehrál kvůli zranění | Nehrál kvůli zranění | Nehrál kvůli zranění | Nehrál kvůli zranění | Nehrál kvůli zranění | Nehrál kvůli zranění | Nehrál kvůli zranění | Nehrál kvůli zranění | Nehrál kvůli zranění | Nehrál kvůli zranění | Nehrál kvůli zranění | Nehrál kvůli zranění | Nehrál kvůli zranění |
|      | Celkem             | 18                   | 11                   | 55                   | 39                   | 16                   | 6.5                  | –                    | 2                    | –                    | –                    | –                    | –                    | –                    | 5                    | 1                    | 0                    | 0                    |                      |                      |

## Osobní život
Mathis se objevil v jedné epizodě šesté série komediálního seriálu Parks and Recreation se spoluhráči Andrew Luckem a Reggie Wayneem.
Od sezóny 2017 je Mathis jedním z nižších trenérů Colts, má na starosti pass rush.
V říjnu 2017 byl Mathis zatčen za jízdu pod vlivem alkoholu ve městě Carmel. Poté, co jel v jednosměrce v protisměru a také nedal znamení o změně směru jízdy, byl zastaven strážníkem. Nadýchal 0,5 promile alkoholu a přestože je limit ve státě Indiana 0,8 promile, putoval do vězení.